# FM MUSIC SALAD
『FM MUSIC SALAD』（エフエム・ミュージック・サラダ）は、1985年12月1日から2001年9月28日までエフエム山口 (FMY) で放送されていたラジオ番組である。
心地よいランチタイムの演出・提供をコンセプトにした平日昼の音楽番組で、1998年4月からは月曜 - 木曜 12:00 - 12:55（日本標準時）に放送されていた。番組は、各回放送時点での最新音楽アルバムを洋楽・邦楽を問わずに取り上げていた。また、特集したアルバムのミュージシャン本人をゲストに招いたりしていた。
元々は週5日間の放送で、月曜 - 木曜には「ニューアルバムセレクション」と称しての、金曜には「ミュージック・サラダスペシャル」と称してのリクエスト受付を行っていた。この当時は清水美代子と新井道子が隔週でパーソナリティを務めていたが、1998年4月に長時間生ワイド番組『フライデー・スーパー・フリーク』がスタートするのを受け、番組は金曜の放送を終了。週4日間の放送になってからは、毎月最終週を「リクエストウィーク」と定めていた。また、これ以後は新井が専属でパーソナリティを務めていた。
番組は、直前の11:30 - 11:55に放送の『CO-CO MIX』や金曜の『フライデー・スーパー・フリーク』ともども2001年秋に終了。替わってスタートした『Heart Beat Basket』は、これら3番組の枠を使って放送されていた。
番組タイトルの表記には揺れがあり、エフエム山口公式サイト内だけでも『FM.music Salad』『FM MUSIC SALAD』『FM・ミュージック・サラダ』といくつもの表記が混在していた。